# Laccocephalum mylittae
Лаккоцефалум милітте (Laccocephalum mylittae) — вид грибів роду Лаккоцефалум (Laccocephalum). Гриб класифіковано у 1995 році.

## Будова
Над землею видно лише велику білу шапку з хвилястими краями. Ніжка уходить під землю, де з'єднується з бульбоподібною масивною основою.

## Поширення та середовище існування
Росте в Австралії у евкаліптових та тропічних лісах.

## Практичне використання
Їстівний гриб з низькими смаковими якостями. Вживався у їжу аборигенами. Підземна частина вважається за делікатес.